# Christian Schmidt (politico)
Hans Сhristian Friedrich Schmidt (Obernzenn, 26 agosto 1957) è un politico tedesco membro dell'Unione cristiano-sociale (CSU).
Ricopre l'incarico di Alto rappresentante per la Bosnia ed Erzegovina dal 1º agosto 2021.
Schmidt è stato ministro dell'alimentazione e dell'agricoltura dal 2014 al 2018 nel governo Merkel III. Precedentemente aveva anche svolto l'incarico di Segretario di Stato parlamentare presso il Ministero federale della Difesa tedesco dal 2005 al 2013 e Segretario di Stato parlamentare presso il Ministero federale tedesco della cooperazione e dello sviluppo economico da dicembre 2013 a febbraio 2014. È stato membro del Bundestag per il collegio elettorale di Fürth dal 1990 al 2021.

## Biografia
Christian Schmidt è nato il 26 agosto 1957 a Obernzenn, in Baviera, terzo e più giovane figlio di una famiglia di panettieri. Ha frequentato il Georg-Willhem-Steller-Gymnasium di Bad Windsheim dove ha completato il suo Abitur nel 1976. Ha quindi svolto il servizio militare obbligatorio nella divisione da montagna dell'esercito della Germania occidentale. Ha iniziato gli studi di diritto nel 1977 a Erlangen e Losanna. Schmidt ha terminato i suoi studi legali con il superamento degli esami di stato richiesti nel 1982 e nel 1985. È stato iscritto all'albo degli avvocati nel 1985 e ha esercitato la professione forense fino all'assunzione delle funzioni di Segretario di Stato parlamentare nel novembre 2005.
Nel 1989 ha spostato Ria Hess, studiosa di lettere e redattrice pubblicitaria, con la quale ha avuto due figlie.

### Carriera politica
Ancora studente, nel 1973 Schmidt è entrato a far parte della Junge Union (JU), il gruppo giovanile della CSU, per poi iscriversi nel 1976 al partito. Dal 1980 al 1982 è stato presidente dell'associazione distrettuale della JU di Neustadt an der Aisch. Nel 1982 è stato nominato presidente dell'associazione regionale della JU per la Franconia centrale, carica che ha ricoperto fino al 1991. Dal 1984 al 1990 Christian Schmidt è stato consigliere comunale nella sua città natale di Obernzenn e membro del consiglio distrettuale di Neustadt an der Aisch-Bad Windsheim.
Dal 1989 al 1993 Schmidt è stato anche membro del Comitato di Stato della CSU, incarico che ha ripreso nel 1999. Dal 1999, oltre alle sue funzioni nel Comitato di Stato della CSU, Schmidt è presidente dell'associazione distrettuale della CSU di Fürth.
Schmidt è stato il presidente del gruppo di lavoro regionale della CSU sulla politica estera, di sicurezza e europea. Da maggio 2010 è anche presidente del Gruppo di lavoro evangelico regionale della CSU. Nel maggio 2011 è stato nominato presidente del Gruppo di lavoro evangelico federale della CSU/CDU.

#### Membro del Parlamento (1990–2021)

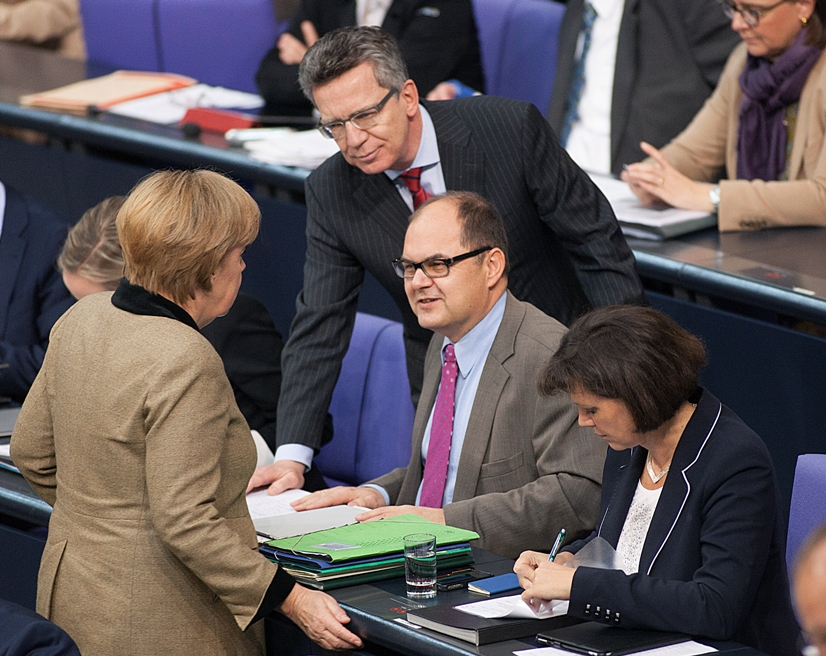
Schmidt con Angela Merkel e Thomas de Maizière, 20 novembre 2012

Schmidt è stato eletto al Parlamento tedesco, il Bundestag, nelle elezioni del 1990, in rappresentanza di Fürth. Dal 1991 al 2002 è stato presidente del Gruppo di lavoro della CSU a livello nazionale per la politica estera, di difesa e europea. Ha poi ricoperto il ruolo di presidente del gruppo di lavoro parlamentare sulla difesa della CDU/CSU. In tale veste è stato anche portavoce della CDU/CSU per la politica di difesa.
Schmidt è stato presidente del gruppo parlamentare di amicizia tedesco-israeliano dal 1994 al 1998 e presidente del gruppo parlamentare di amicizia tedesco-britannico dal 1998 al 2005. È stato anche membro dei gruppi parlamentari di amicizia tedesco-baltico, tedesco-croato e tedesco-ceco. Nel 1991 è stato relatore del suo gruppo parlamentare sul Trattato tedesco-polacco sul "buon vicinato" e sul Trattato tedesco-cecoslovacco del 1992. Nel 1997 il ministro federale della difesa ha scelto Schmidt per far parte del comitato consultivo del forum di discussione tedesco-ceco.
È stato relatore per le discussioni relative alla legge sulla partecipazione parlamentare del 2005 relativa al dispiegamento della Bundeswehr all'interno della Repubblica federale.
Alle elezioni del 2009 ha ottenuto il 43,3% dei voti come prima scelta nel suo distretto elettorale. Nel dicembre 2012 è stato nominato per la settima volta candidato della CSU per le imminenti elezioni parlamentari federali del 2013. L'Assemblea dei Delegati della CSU gli ha assegnato il 98,7% dei voti (155 voti su 157).

#### Segretario di Stato parlamentare presso il Ministero federale della difesa (2005–2013)

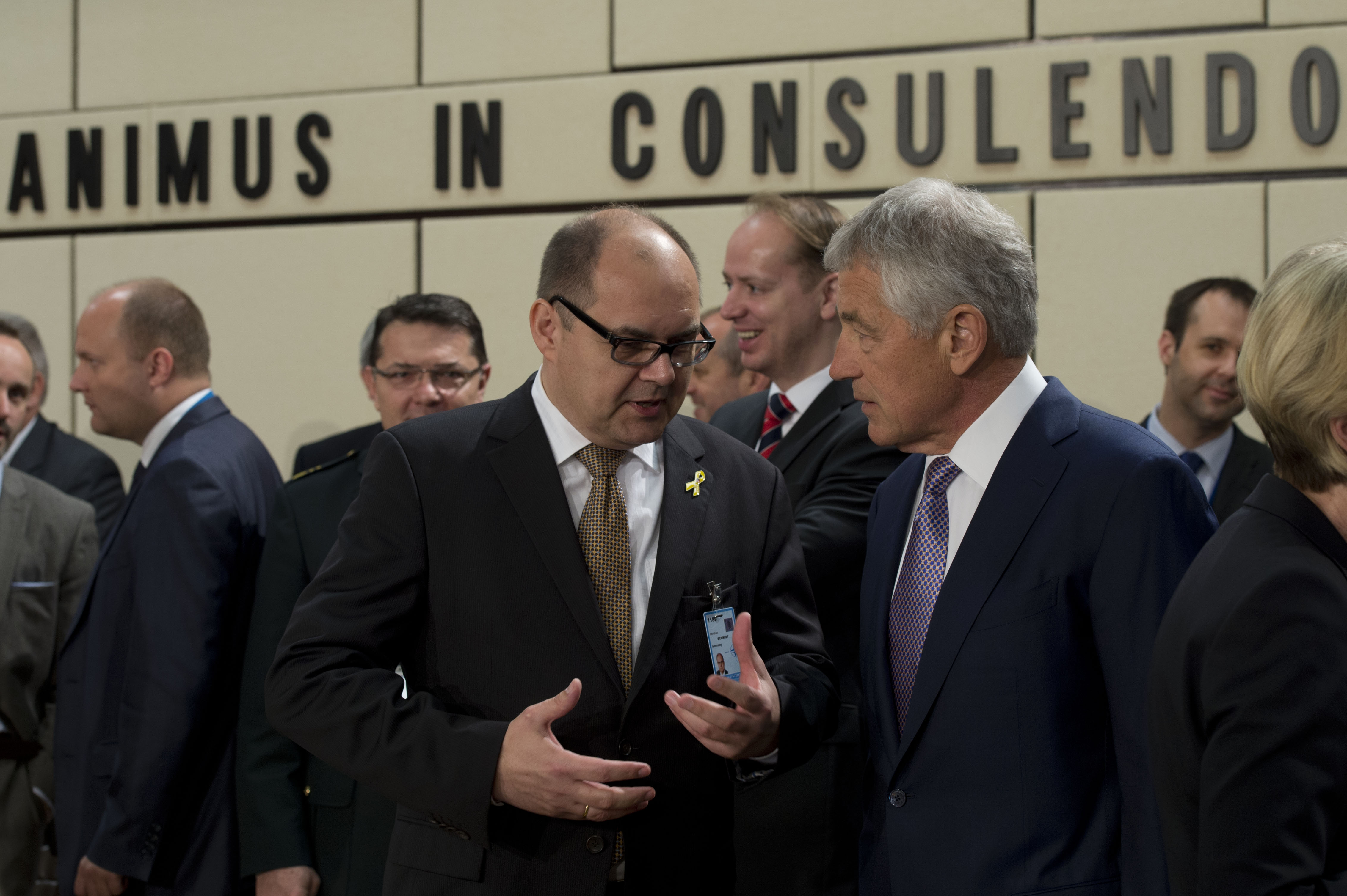
Schmidt al fianco del Segretario alla Difesa degli Stati Uniti Chuck Hagel, 5 giugno 2013

Schmidt è stato nominato Segretario di Stato parlamentare presso il Ministero federale della difesa dalla Cancelliera Angela Merkel il 23 novembre 2005. In tale veste ha ricoperto il ruolo di rappresentante parlamentare e politico di tre Ministri della Difesa: Franz Josef Jung, Karl-Theodor zu Guttenberg e Thomas de Maizière.
Durante il suo mandato Schmidt ha proposto la creazione di una fondazione per prendersi cura dei militari colpiti negativamente dagli effetti collaterali dei segnali radar incontrati durante il loro servizio. Il suo mandato ha visto diversi eventi storici tra cui l'indagine sulle attività in tempo di guerra dell'asso dell'aviazione tedesco Werner Mölders (2007), il riorientamento delle forze armate della Repubblica Federale (dal 2010) e le dimissioni del ministro della Difesa zu Guttenberg sulla scia di uno scandalo per plagio (2011), in occasione del quale Schmidt si era schierato dalla parte del ministro contro le accuse a lui rivolte. Schmidt ha anche svolto un ruolo determinante nell'istituzione e nel finanziamento del "Fondo per le difficoltà" (Härtefall-Stiftung); questo fondo, gestito dalla Soldiers' Relief Association e.V., è stato creato nel 2012 con il mandato di sostenere i soldati gravemente feriti nell'esercizio del servizio militare. Il fondo fornisce supporto al di là delle leggi ordinarie sul dovere di cura della Repubblica Federale, fungendo così da ulteriore assistenza per i veterani più bisognosi.
In seguito alle dimissioni di zu Guttenberg nel 2011 Schmidt è rimasto in carica ed è stato riconfermato dal nuovo ministro della Difesa, Thomas de Maizière. Nelle trattative per la formazione di un governo di coalizione a seguito delle elezioni federali del 2013, ha fatto parte della delegazione CDU/CSU nel gruppo di lavoro sugli affari esteri, la politica di difesa e la cooperazione allo sviluppo, guidato da de Maizière e Frank-Walter Steinmeier.
Dal 2011 al 2017 Schmidt è stato uno dei 5 vicepresidenti della CSU, sotto la guida del presidente Horst Seehofer. In tale veste è stato portavoce del suo partito per la politica estera e di sicurezza, nonché per la politica europea. È stato anche responsabile dei rapporti della CSU con altri partiti membri del gruppo del Partito popolare europeo (Democratici cristiani) dell'Unione europea. Ha gestito i rapporti internazionali della CSU in Israele, Croazia, Austria, Stati Uniti d'America e Regno Unito di Gran Bretagna e Irlanda del Nord.

#### Ministro federale dell'alimentazione e dell'agricoltura (2014–2018)

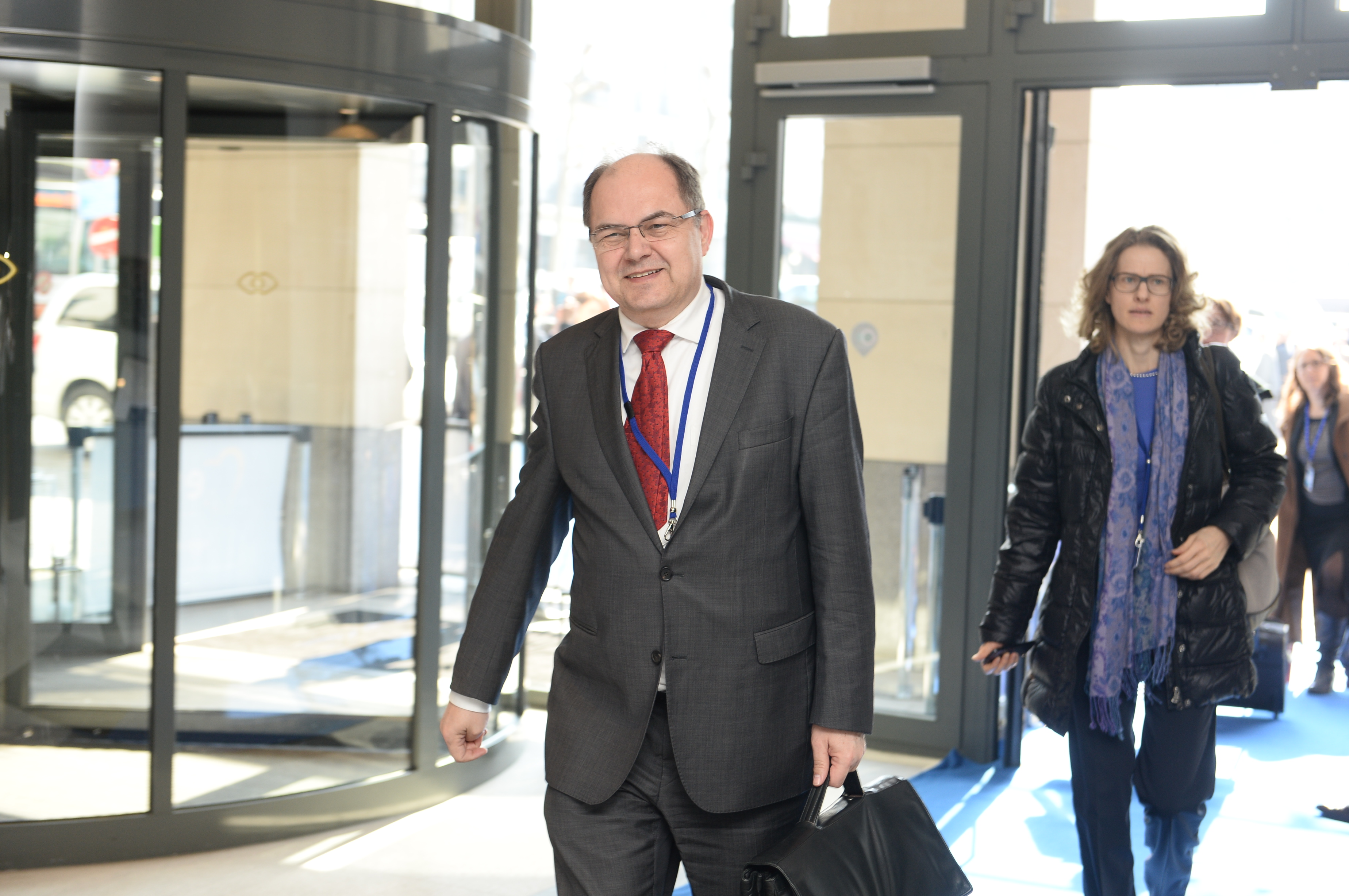
Schmidt arriva a un vertice del PPE a Bruxelles, il 17 marzo 2016

Dal 2014 al 2018 Schmidt è stato ministro federale dell'alimentazione e dell'agricoltura nel terzo gabinetto della cancelliera Angela Merkel.
In risposta al crollo dei prezzi del latte nel 2016, Schmidt ha lanciato un pacchetto di emergenza di almeno 100 milioni di euro per i produttori lattiero-caseari del paese che comprendeva prestiti e sgravi fiscali. Inoltre, durante il suo mandato, la Germania ha abbattuto 776 000 polli, tacchini, anatre e altri tipi di pollame da allevamento tra novembre 2016 e gennaio 2017 per combattere l'influenza aviaria.
Nel novembre 2017 Schmidt ha provocato un diffuso malcontento tra i politici venendo meno a un accordo di non sostenere una proposta dell'Unione europea di estendere l'uso del glifosato per altri cinque anni, misura contrastata dal ministro dell'Ambiente Barbara Hendricks dell'SPD, cui era stato garantito che non ci sarebbe stato un voto positivo, secondo la prassi ordinaria che la Germania si astenga dalle votazioni in ambito UE se i ministri di diversi partiti di governo non sono d'accordo su una certa decisione politica. In seguito all'incidente, la cancelliera Merkel ha pubblicamente rimproverato Schmidt, sostenendo che non avrebbe dovuto votare a favore contro la volontà della sua collega e in violazione delle istruzioni del governo. Da allora i collegamenti di Schmidt con la lobby agricola sono stati oggetto di frequenti critiche.

#### Carriera successiva
Da quando ha lasciato il suo incarico di governo, Schmidt ha prestato servizio nella commissione per gli affari esteri e nella sua sottocommissione per le Nazioni Unite.
Nel 2019 Schmidt è stato nominato dal Ministero federale degli interni, dell'edilizia e delle comunità membro del comitato che ha supervisionato i preparativi per il 30º anniversario della riunificazione tedesca.
Nel giugno 2021 ha annunciato che non si sarebbe candidato alle elezioni federali del 2021, ma si sarebbe invece dimesso dalla politica attiva entro la fine della legislatura.

### Alto rappresentante per la Bosnia ed Erzegovina (2021-oggi)

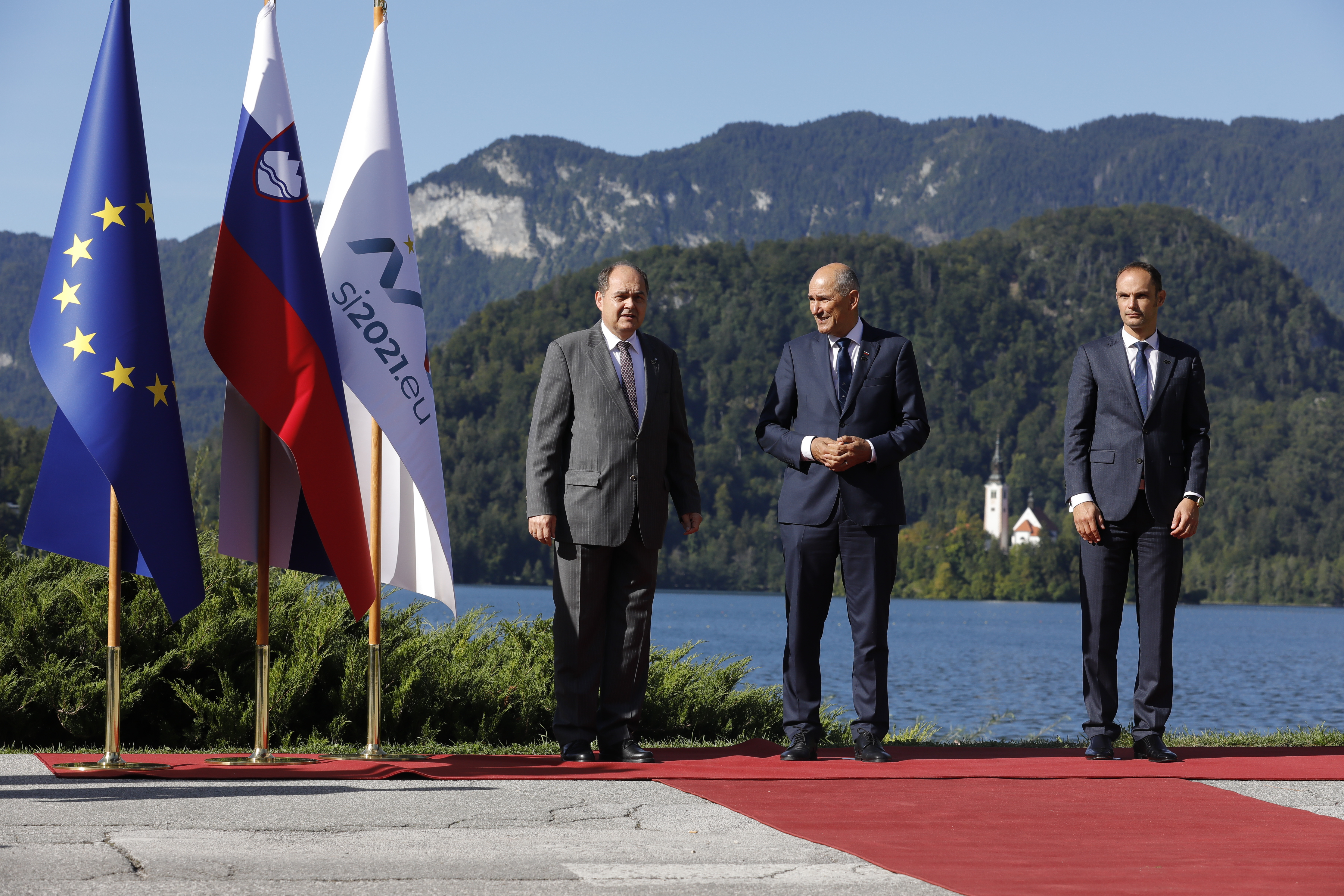
Schmidt insieme al primo ministro sloveno Janez Janša (al centro) e al ministro degli esteri Anže Logar, 1 settembre 2021

Nel gennaio 2021 il governo tedesco ha proposto Schmidt come nuovo Alto rappresentante per la Bosnia ed Erzegovina. Il 27 maggio 2021 il diplomatico austriaco Valentin Inzko si è dimesso dalla carica di Alto Rappresentante e Schmidt è subentrato come suo successore il 1º agosto 2021. La Russia si era opposta alla nomina di Schmidt e il suo governo ha dichiarato di non riconoscere la sua autorità.
Nel novembre 2021 Schmidt ha presentato il suo primo rapporto al segretario generale delle Nazioni Unite, avvertendo che la Bosnia ed Erzegovina correva il pericolo imminente di disgregarsi con un possibile ritorno al conflitto e avvertendo che se ciò fosse accaduto, la presenza militare internazionale avrebbe dovuto essere rivista.
Il 2 ottobre 2022, all'ora della chiusura dei seggi per le elezioni generali del 2022, Schmidt ha imposto modifiche alla legge elettorale della Federazione di Bosnia ed Erzegovina; i cambiamenti includono un ampliamento della Camera federale dei Popoli da 56 a 80 membri, modifiche nelle procedure elettorali dei delegati della Camera dei Popoli e nel processo di elezione del presidente e dei vicepresidenti della Federazione di Bosnia ed Erzegovina.
Una precedente bozza di modifica della legge elettorale trapelata a luglio era stata accolta con proteste nella capitale Sarajevo, sostenute anche dall'attivista per i diritti politici delle minoranze Dervo Sejdić. La bozza è stata criticata anche da Bisera Turković, ministro degli Esteri della Bosnia ed Erzegovina e dell'ambasciata iraniana, sostenendo che "consolida le divisioni etniche". Le modifiche hanno ricevuto il sostegno delle ambasciate degli Stati Uniti e del Regno Unito.

## Posizioni politiche
Nell'agosto 2012 Schmidt è stato uno dei 124 membri del Bundestag a firmare una lettera che è stata inviata all'ambasciatore russo in Germania, Vladimir Grinin, esprimendo preoccupazione per il processo contro i tre membri delle Pussy Riot: "Essere detenuti per mesi e la minaccia di una lunga punizione sono [misure] draconiane e sproporzionate", hanno affermato i legislatori nella lettera. "In uno stato laico e pluralista, atti artistici pacifici - anche se possono essere visti come provocatori - non devono portare all'accusa di gravi atti criminali che portano a lunghe pene detentive".

## Altre attività

### Organi aziendali
- Deutsche Bahn, Membro del Consiglio di Sorveglianza (dal 2018)
- KfW, Membro del Consiglio di Sorveglianza (2014-2018)
- Landwirtschaftliche Rentenbank, vicepresidente del consiglio di sorveglianza (2014-2018)

### Organizzazioni no-profit
- Leo Baeck Foundation, membro del consiglio di amministrazione[24]
- Società per la politica di difesa e sicurezza (GfW), membro del consiglio di amministrazione
- Società atlantica tedesca, presidente (dal 2006)
- Società per la Cooperazione Cristiano-Ebraica, co-presidente (dal 2013)
- Consiglio tedesco per le relazioni estere (DGAP), presidente del gruppo di discussione con la Repubblica ceca[25]
- Consiglio di Coordinamento per il Dialogo Tedesco-Ceco, membro del consiglio
- Fondazione per l'Esame della Dittatura nella Germania dell'Est, membro del consiglio di amministrazione
- Comitato ebraico americano a Berlino, membro del consiglio consultivo
- Fondazione Hanns Seidel, vicepresidente del consiglio[26]
- Help for Self-Help e.V., membro onorario del consiglio
- Associazione dei compagni delle truppe alpine di Monaco, membro
- Fondazione tedesca per la ricerca per la pace (DSF), membro ex officio del consiglio di amministrazione (2009–2013)
- Centro per le operazioni internazionali di pace (ZIF), membro ex officio del consiglio di sorveglianza (2009–2013)
- Car and Travel Club Germany (ARCD), membro del presidium (1993–2007)
- Free World Commission, Centro Scowcroft per la strategia e la sicurezza (Consiglio atlantico), membro (dal 2020)[27]

## Onorificenze
- 2012 – Menzione onorevole di Primo Grado per la Difesa Nazionale, Ungheria